# Ján Hluchý
Ján Hluchý, né le 7 février 1925, à Nové Mesto nad Váhom, en Tchécoslovaquie et mort le 13 juillet 1994, est un ancien joueur et entraîneur tchécoslovaque de basket-ball. 

## Palmarès
Joueur
- Champion d'Europe 1946

Entraîneur
- 3e du championnat d'Europe féminin 1960
- Finaliste du championnat du monde 1971